# Marianna Csörnyei
Marianna Csörnyei (Budapest, Hongria, 8 d'octubre de 1975) és una matemàtica hongaresa, professora a la Universitat de Chicago. És especialista en anàlisi real, teoria geomètrica de la mesura i anàlisi funcional no lineal geomètric. Va demostrar l'equivalència de les nocions de mesura nul·la en espais de Banach de dimensió infinita.

## Formació i carrera
Csörnyei va rebre el seu doctorat a la Universitat Eötvös Loránd en 1999, sota la direcció de György Petruska. Va ser professora del departament de matemàtiques del University College de Londres entre 1999 i 2011, i durant el curs 2009-2010 va ser professora visitant a la Universitat Yale. Des de 2011, és professora a la Universitat de Chicago.
És editora de la revista matemàtica Real Analysis Exchange.

## Premis i reconeixements
Csörnyei va guanyar en 2002 el Premi Whitehead i el Premi Wolfson de la Royal Society. En 2008, va rebre el Premi Philip Leverhulme en Matemàtiques i Estadística pel seu treball en teoria geomètrica de la mesura.
Va ser ponent convidada al Congrés Internacional de Matemàtics de 2010.